# 悅來坊

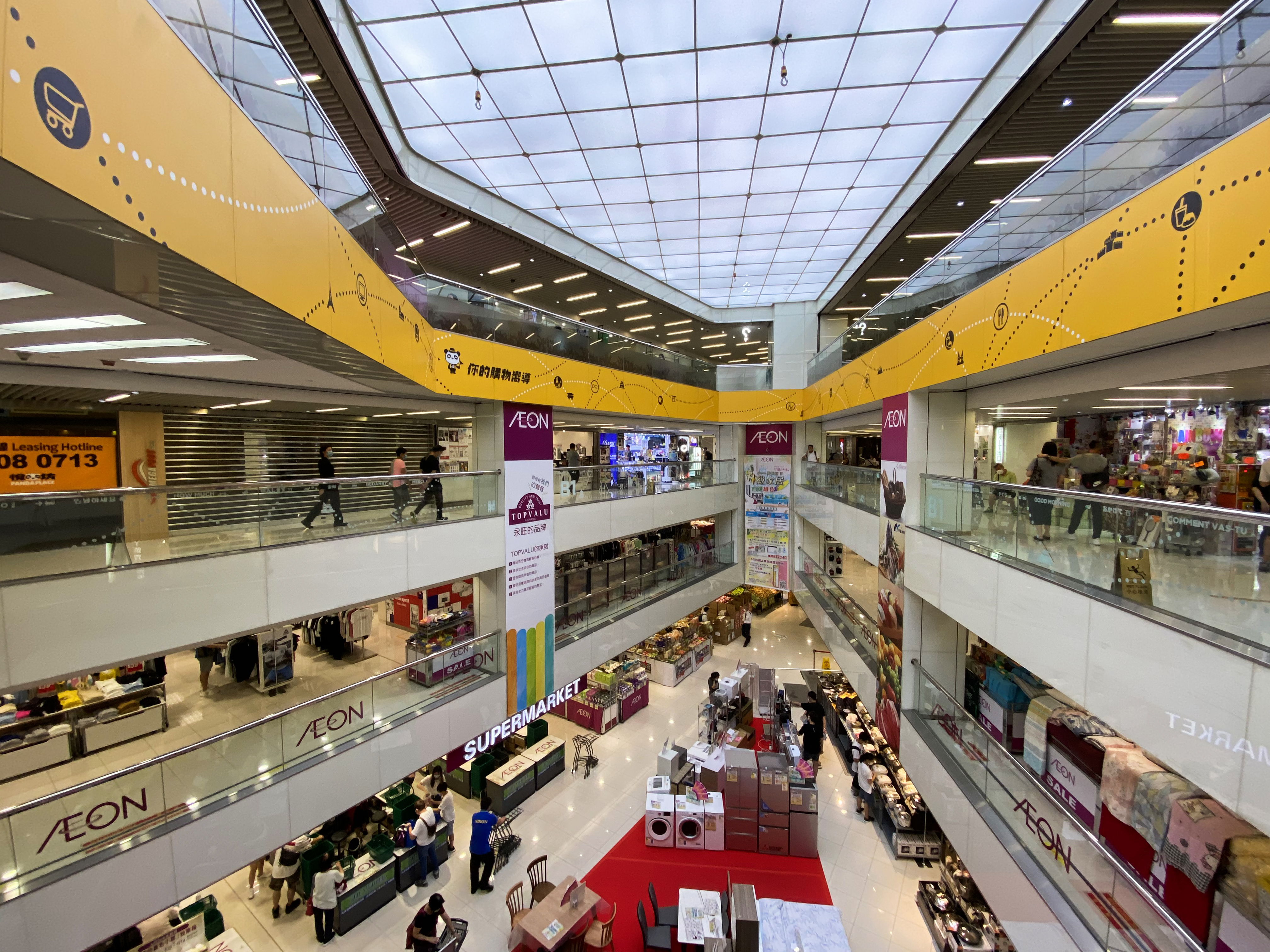
悅來坊中庭

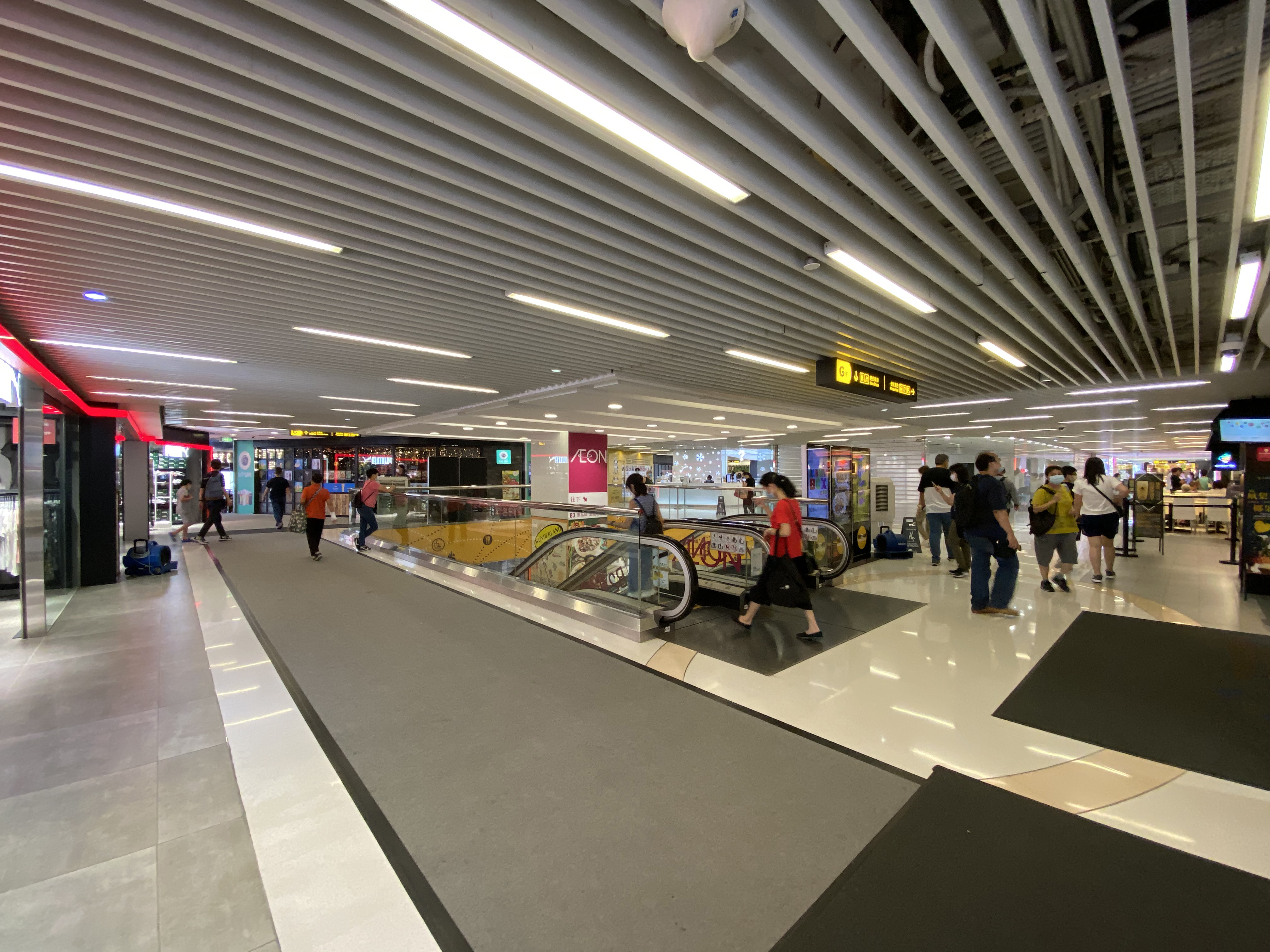
悅來坊地下

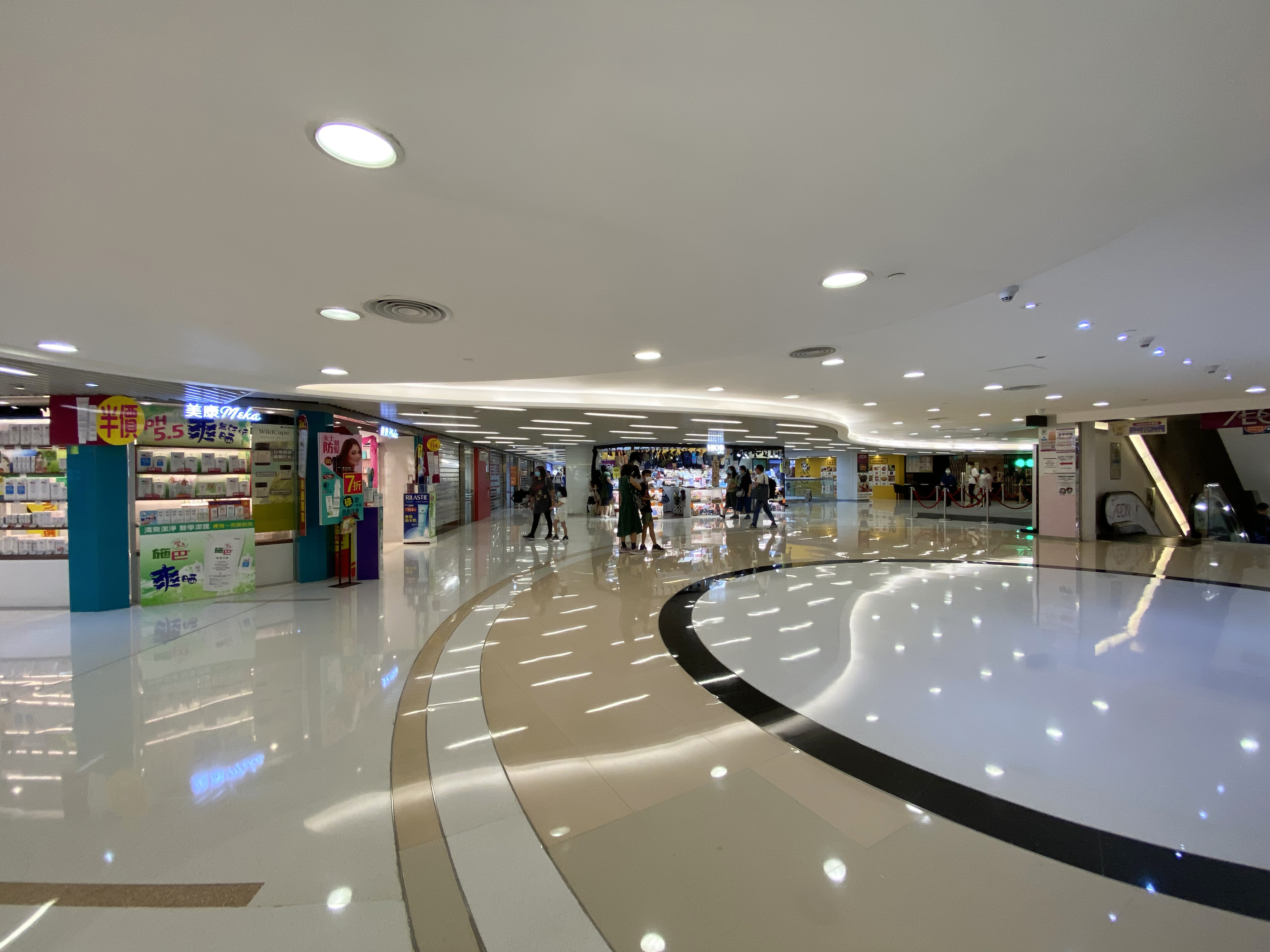
悅來坊B1層商店

悅來坊（英語：Panda Place，全名為悅來坊商場）是香港一個購物商場，位於新界荃灣荃華街3號，上蓋為悅來酒店。悅來坊屬於合和實業轄下商場，於1991年落成，總商用面積約230,000平方呎，提供55間商舖，並設有停車場。

## 歷史
悅來坊的現址，以前建有唐樓，於1980年代中後期，合和實業在該處興建悅來酒店，並在酒店基座建設購物商場，於1991年落成。
隨商場落成啟用，日資百貨公司八佰伴於商場開設荃灣分店。當時地下、地庫一樓及地庫二樓是百貨商場，地庫三樓則是公司旗下的超級市場和美食廣場。1997年亞洲金融風暴後，八佰伴百貨因而欠下巨債，在11月迅速清盤結業。其後，地庫三層無人承租，一直丟空，其後曾開設熊貓百貨；地下則只有數間臨時商戶租用，當時商場稱為「熊貓樂園」。
2005年，散檔租約期滿，合和實業收回所有商舖，投資7,000多萬元發展佔地24萬平方呎的大型商場，並取名「悅來坊」，成為區內的一個新商場。
2011年7月，合和全面翻新的荃灣悅來坊，包括翻新商場、外貌、租戶重組等，商場包括3層地庫、地下及2樓，合共22.9萬平方呎，於2012年11月完成。商場經翻新後，吉之島承租商場中的12萬平方呎樓面作為超市之用。其他樓面將重新分間舖位，涉及60至70個舖位，當中呎租約介乎60至100元，而料經重組租戶後，料租金收入會有雙位數升幅。

## 商場結構
悅來坊設有5層，由地庫三層至地下及二樓，總面積約230,000平方呎。在2012年翻新後，商場進駐多間食肆、服飾、生活用品、化妝品等商舖，共55間，其中地庫最低兩層開設永旺百貨及超級市場，而二樓開設一間中式酒樓。
商場設有多個出入口，通往關門口街及荃華街，商場內連接悅來酒店，並設有行人天橋連接荃灣行人天橋網絡，通往港鐵荃灣站至荃灣公園及鄰近地方。

## 吉祥物
以熊貓為主題的悅來坊的吉祥物是一對熊貓男女，「悦悦」和「來來」。

## 事件
2015年9月26日下午3時許，荃灣悅來坊1樓往地庫的扶手電梯，發生扶手梯踏板突然抽空事故，消息指，當時電梯踏板移位抽空，幸市民及時跳開，並無受傷。事件中如有人跌入空隙，恐重演早前湖北商場少婦遭扶手梯「吃掉」喪命的慘劇。商場保安員迅速趕至，該扶手梯即時停用，並召來工程人員緊急維修。

## 鄰近地方
- 大窩口邨
- 荃灣花園
- 富麗花園
- 東亞花園
- 豪輝花園
- 寶石大廈
- 名逸居
- 金門口花園

## 外部連結
- 悅來坊官方網頁 （页面存档备份，存于）